# Zumbi dos Palmares

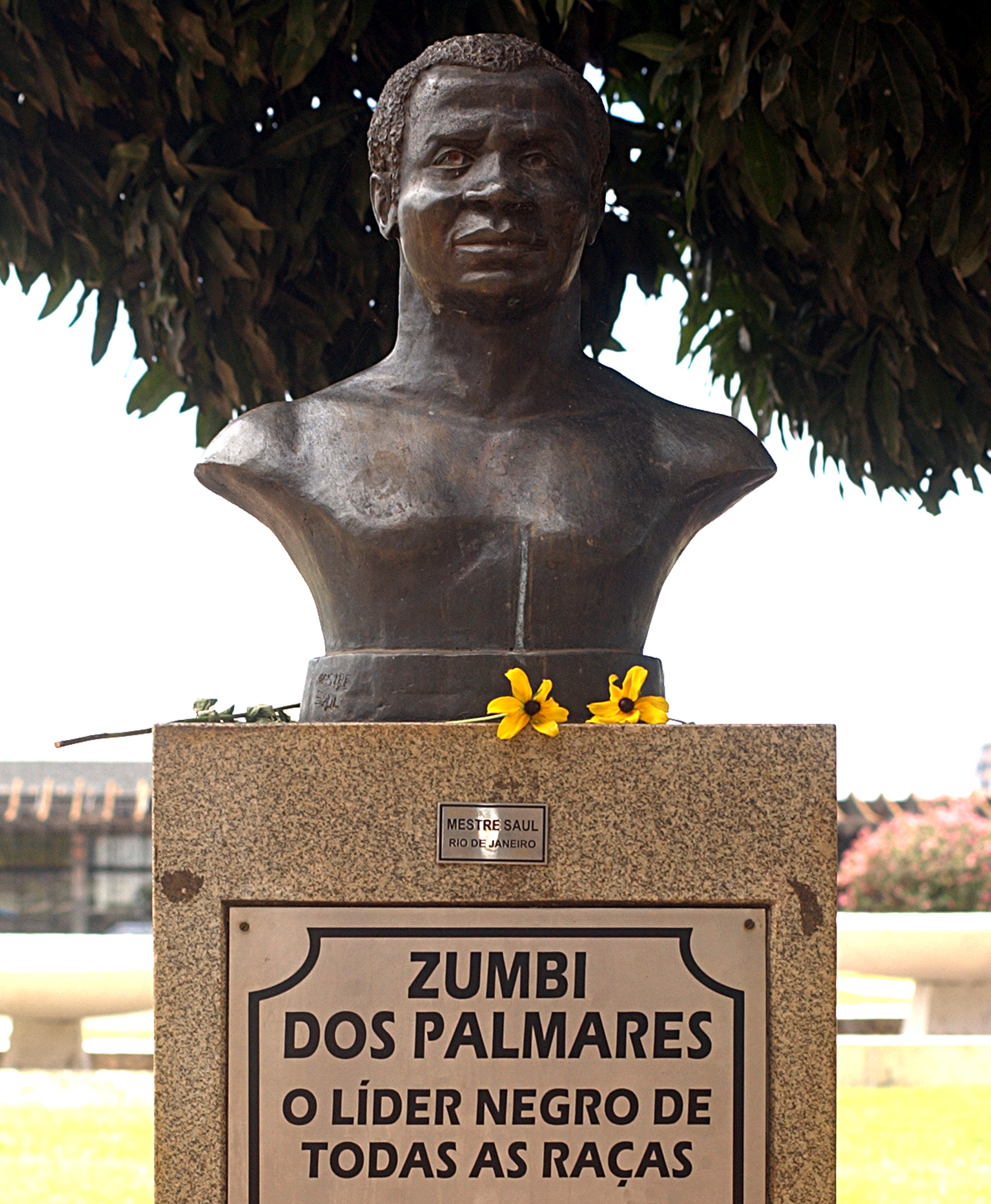
Busto de Zumbi dos Palmares en Brasilia con la leyenda El líder negro de todas las razas.

Zumbi dos Palmares (Alagoas, Brasil, 1655 - 20 de noviembre de 1695) fue un líder guerrero de los esclavos negros del nordeste de Brasil, famoso por haber sido el último de los líderes del Quilombo dos Palmares. La palabra zumbi, o zambi, proviene del idioma africano quimbundo nzumbi, y es traducible como duende.

## Biografía
El Quilombo dos Palmares, localizado en la actual región de União dos Palmares, Alagoas, era una comunidad autosuficiente, un reino (o república según algunos) formado por esclavos negros que habían escapado de las fazendas brasileñas. Ocupaba un área cercana al tamaño de Portugal y se situaba en el por entonces interior de la Capitanía de Pernambuco, en territorios que actualmente pertenecen al estado de Alagoas.
Zumbi nació libre en Palmares (actual Pernambuco) aproximadamente en 1655, seguramente dentro de una familia de la élite local, pero fue capturado por esclavistas portugueses cuando tenía aproximadamente seis años. Zumbi escapó de la esclavitud hacia 1670 y, a sus quince años, regresó a su lugar de origen, pero no se conocen más datos sobre sus primeros años. Ciertas teorías apuntaban a que durante ese periodo Zumbi había sido "bautizado en el catolicismo e instruido en latín y portugués por un clérigo", pero la historiografía actual no halla pruebas de que ello realmente hubiera sucedido, siendo además muy dudoso que sus amos le hubieran proporcionado instrucción alguna. Ya en su juventud temprana Zumbi se volvió conocido por su destreza y astucia en la lucha y ya era un estratega militar respetable cuando pasó los veinte años de edad. En 1675, durante un ataque de los colonos portugueses fue tomado un mocambo, el cual poco después fue recuperado por Zumbi y sus tropas, lo cual aumentó su fama de guerrero.
En 1678, el gobernador de la Capitanía de Pernambuco cansado del largo conflicto con el Quilombo de Palmares, se aproximó al líder de Palmares, Ganga Zumba, con una oferta de paz. Fue ofrecida la libertad de todos los esclavos nacidos en Palmares (los quilombolas) si ellos admitiesen la autoridad de la Corona Portuguesa. La propuesta fue aceptada por Ganga Zumba pero la evolución de los hechos muestra que Zumbi miraba a los portugueses con desconfianza, considerando que la oferta de los europeos implicaba sin duda que la élite quilombola debería renunciar a muchos de sus derechos y costumbres. Zumbi rechazó la propuesta del gobernador portugués y desafió el liderazgo de Ganga Zumba prometiendo continuar la resistencia contra la opresión portuguesa; Zumbi se convirtió en el nuevo líder de quienes se quedaron en el Quilombo de Palmares. Mientras tanto Ganga Zumba, ya asentado en Cucaú, murió asesinado por un partidario de Zumbi en 1680.
Los portugueses intentaron llegar a acuerdos con Zumbi durante varios años, pero sin obtener siquiera respuesta del nuevo líder del quilombo. El nuevo gobernador de Pernambuco, Caetano de Melo e Castro, contrató en 1693 al bandeirante paulista Domingos Jorge Velho para organizar la invasión y destrucción del quilombo, iniciándose una feroz campaña militar contra los quilombolas a fines de ese mismo año. El 6 de febrero de 1694 la capital de Palmares, el mocambo de Macaco, fue destruida y Zumbi escapó herido.
A pesar de haber sobrevivido, fue traicionado por su compañero, el ex esclavo Antonio Soares, quien denunció su escondite a los portugueses. Zumbi fue sorprendido por el capitán Furtado de Mendonça en su reducto (probablemente la Sierra Dois Irmãos de Alagoas) y murió en una emboscada el 20 de noviembre de 1695.
Su cabeza fue cortada, salada y llevada, al gobernador Caetano Melo e Castro. En Recife, fue expuesta en la plaza pública, buscando desmentir la creencia popular sobre la inmortalidad de Zumbi. El 14 de marzo de 1696 el gobernador de Pernambuco Caetano de Melo e Castro le escribió al Rey de Portugal: Determiné que pusiesen su cabeza en un poste en el lugar más público de esta plaza, para satisfacer a los ofendidos y justamente quejosos y atemorizar a los negros que supersticiosamente juzgaban a Zumbi como inmortal, para que entendiesen que esta empresa acababa del todo con los Palmares.
Zumbi es hoy, para la población brasileña, un símbolo de resistencia. En 1995, la fecha de su muerte fue adoptada como día de la Conciencia Negra en algunas partes de Brasil. Es también uno de los nombres más importantes de la Capoeira.
Se convierte en un icono, casi incluso en un semidiós, para su propia gente, y algunos incluso afirman que es en parte humano y en parte habitado por espíritus africanos : los Orixas.

## Cronología

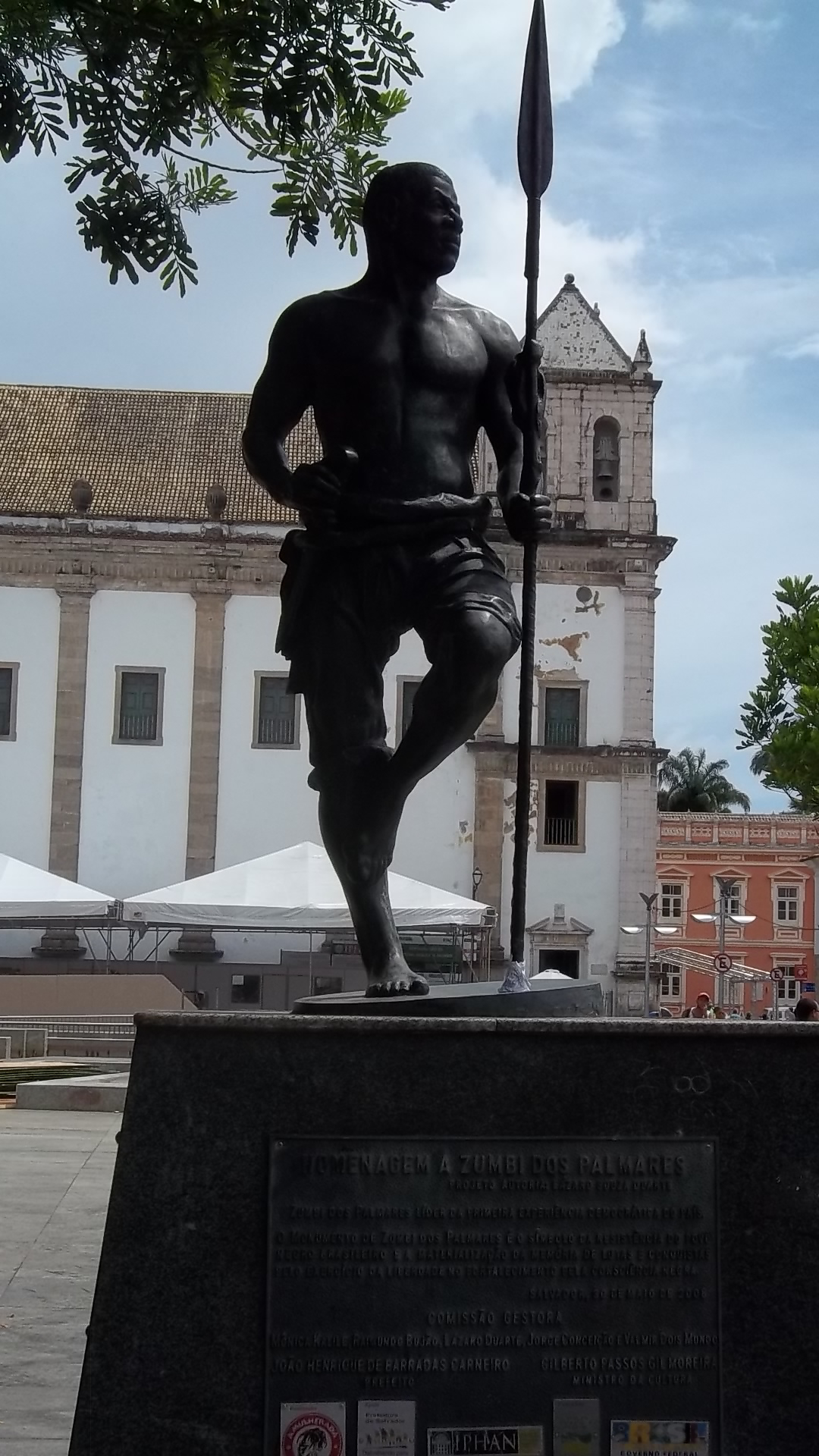
Homenaje al líder africano Zumbi dos Palmares, en Salvador de Bahía.

- Alrededor de 1600: negros escapados del trabajo esclavo en los ingenios de azúcar, en los actuales territorios de Pernambuco y Alagoas, fundan en la Serra da Barriga el Quilombo dos Palmares. Los quilombos, eran pueblos de resistencia, seguían los moldes organizacionales de la república y recibían esclavos escapados de la opresión y la tiranía. Para muchos era la tierra prometida, un lugar para huir y resguardarse de la esclavitud. La población de Palmares en poco tiempo ya contaba con más de 3 mil habitantes. Las principales funciones de los quilombos era la subsistencia y la protección de sus habitantes, y eran constantemente atacados por ejércitos y milícias.

- 1630: Comienzan las invasiones holandesas al nordeste brasileño, lo que desorganiza la producción azucarera y facilita las fugas de los esclavos. En 1644, hubo una gran tentativa holandesa de aniquilar el quilombo de Palmares, que como en las anteriores embestidas portuguesas, fue repelida por las defensas de los quilombolas.

- 1654: Los portugueses expulsan a los holandeses del nordeste brasileño.

- 1655: Nace Zumbi, en uno de los mocambos de Palmares, nieto de la princesa Aqualtune.

- Aproximadamente en 1662 (fecha no confirmada): Aún niño, Zumbi es apresado por soldados portugueses.

- 1670: Zumbi a los quince años de edad huye y regresa a Palmares, en este mismo año de 1670, Ganga Zumba, hijo de la Princesa Aqualtune, tío de Zumbi, asume el mando del quilombo, por entonces con más de treinta mil habitantes.

- 1675: En la lucha contra los soldados portugueses comandados por el Sargento-mor Manuel Lopes, Zumbi demuestra ser un gran guerrero y organizador militar. Ese año, la tropa portuguesa comandada por el Sargento-mor Manuel Lopes, después de una sangrienta batalla, ocupa un mocambo con más de mil choupanas. Después de una retirada de cinco meses, los negros contraatacan, entre ellos Zumbi con apenas veinte años de edad, y luego de un combate feroz, Manuel Lopes es obligado a retirarse a Recife. Palmares se extendía entonces desde la orilla izquierda del Río São Francisco hasta el Cabo de Santo Agostinho y tenía más de 200 km de extensión, con una red de once mocambos, que se asemejaban a las ciudades amuralladas de Europa, pero en vez de piedras se usaban empalizadas de madera. El principal mocambo, fundado por el primer grupo de esclavos forajidos, quedaba en la Serra da Barriga y llevaba el nombre de Cerca do Macaco. Dos calles espaciosas con unas 1500 choupanas y unos ocho mil habitantes. Amaro, otro mocambo, tenía 5 mil. Y había otros, como Sucupira, Tabocas, Zumbi, Osenga, Acotirene, Danbrapanga, Sabalangá, Andalaquituche.

- 1678: Pedro de Almeida, gobernador de la capitanía de Pernambuco, estaba más interesado en la sumisión de Palmares que en su destrucción. Luego de innumerables ataques con la destrucción e incendios de mocambos, los mismos eran reconstruidos, hecho por el cual pasó a ser económicamente poco atractiva su aniquilación. Los habitantes de los mocambos hacían esteras, escobas, sombreros, y cestos con la paja de las palmeras. Y extraían aceite de nuez de palma, y sus vestimentas eran hechas de cortezas de algunos árboles, producían manteca de coco, plantaban maíz, mandioca, legumbres, porotos y caña, y comercializaban sus productos con pequeñas poblaciones vecinas, de blancos y mestizos. El gobernador propone la paz al jefe Ganga Zumba. Ganga Zumba acepta, pero Zumbi no lo apoya, no admite que unos negros sean liberados y otros continuaran siendo esclavos. Por otra parte, los habitantes del quilombo tenían sus propias costumbres y creencias, a las cuales tendrían que renunciar al menos en parte.

- 1680: Zumbi asume el lugar de Ganga Zumba en Palmares y comanda la resistencia contra las tropas portuguesas.

- 1694: Los bandeirantes Domingos Jorge Velho e Vieira de Melo comandan el ataque final contra la Cerca do Macaco, principal mocambo de Palmares y donde Zumbi nació, cercada con tres empalizadas cada una defendida por más de 200 hombres armados. Luego de 94 años de resistencia, Macaco sucumbió ante el ejército português, y aunque estaba herido, Zumbi consigue huir.

- 1695, 20 de noviembre: Zumbi, traicionado y denunciado por un antiguo compañero, es localizado, atrapado y degollado a los 40 años de edad. Zumbi o Eis o Espírito, se convirtió en leyenda y fue ampliamente reivindicado por los abolicionistas como un héroe y mártir.

## Tributo
En 1998, la banda del brasileño Max Cavalera, Soulfly, publicaba la canción Tribe dentro del álbum que lleva el mismo nombre de la banda. Ésta se inicia con un canto tribal en honor de Zumbi dos Palmares. El resto de la canción versa sobre la conexión con los ancestros y la identidad tribal, que no puede ser borrada.
Actualmente, el día 20 de noviembre es celebrado en algunas regiones de Brasil, como Dia de la Conciencia Negra. El día tiene un significado especial para los afrobrasileños, que reverencian a Zumbi como un héroe que luchó por la libertad y se convirtió en sinónimo de la misma. Hilda Dias dos Santos incentivó la creación del Memorial Zumbi dos Palmares.